# Ngwatsau
Ngwatsau – wieś w Botswanie w dystrykcie Southern. Według spisu ludności z 2011 roku wieś liczyła 393 mieszkańców.